# 7341-es mellékút (Magyarország)
A 7341-es számú mellékút egy rövid, négy számjegyű mellékút Veszprém vármegyében, a Tapolcai-medencében. Idegenforgalmilag rendkívül frekventált helyen húzódik, főként a Badacsony körüli turisztikai célpontok elérését és összekapcsolását szolgálja, ezen felüli közlekedési szerepe másodlagos. Nagyrészt azonos azzal az útszakasszal, amit a köznyelv a balatoni „római út” badacsonyi szakaszaként szokott emlegetni.

## Nyomvonala
Badacsonytomaj központjában indul, a településközpont főutcájaként húzódó 73 143-as számú útból kiágazva, alig 150 méterrel azután, hogy az az út kiválik a 71-es főútból, annak 76+900-as kilométerszelvényénél, így aránylag szokatlan módon négy számjegyű létére öt számjegyű útból ágazik ki. Hivatalosan is a Római út nevet viseli, úgy húzódik a Badacsony lábánál, folyamatosan néhány száz méteres távolságot tartva a Balaton partvonalát követve húzódó 71-es főúttól.
Kevéssel a 2. kilométere előtt halad el a Székesfehérvár–Tapolca-vasútvonal Badacsony megállóhelyének térségében, majd 3,9 kilométer megtétele után átlép Badacsonytördemic területére. Ott először Badacsonylábdihegy településrészen húzódik végig, 4,3 kilométer után ér el ahhoz a kereszteződéshez, ahonnan Badacsonylábdihegy megállóhely és az egykori lábdihegyi szabadstrand felé vezet alsóbbrendű összekötő út, majd a 6+200-as kilométerszelvényénél eléri Badacsonytördemic központját.
7. kilométere után kilép Badacsonytördemic lakott területéről, majd kevéssel 7,5 kilométer teljesítése után Nemesgulács területére lép. Ott beletorkollik kelet felől, szűk 700 méter után a 73 104-es út – amely a Badacsony északi oldala mentén vezet végig, Badacsonytomaj központja felől –, majd innen továbbhalad nagyjából észak felé. A 7316-os útba torkollva ér véget, annak 4+550-es kilométerszelvényénél, közvetlenül Nemesgulács legdélebbi házai előtt.
Teljes hossza, az országos közutak térképes nyilvántartását szolgáló kira.gov.hu adatbázisa szerint 8,411 kilométer.

## Települések az út mentén
- Badacsonytomaj
- Badacsonylábdihegy
- Badacsonytördemic
- Nemesgulács

## Története
Hagyományosan úgy tekintik, hogy ez az út, amely a Balaton partját végigkíséri a badacsonyi szakaszán, de olyan távolságra attól (illetve annyival magasabban), hogy a tó vízszintingadozásai se veszélyeztessék a járhatóságát, már az ókori Római Birodalom idején létezett. Kutatások szerint valóban húzódtak római kori utak a Balaton-felvidék térségében, de ezen a környéken a régészek olyan utat tartanak valószínűbbnek, amely Ábrahámhegy után Tapolca felé kanyarodott. A középkorban viszont már bizonyosan létezett út Badacsonylábdihegy-Badacsonytördemic-Nemegulács között, ami azonos kell, hogy legyen ezzel az úttal.
Említésre kerül az út Zala vármegye 1831. évi útkönyvében, mint azon utak egyike, amelyek a „Balaton-melléki vagy Balatonfüred-savanyúvízi országút”-ból „kiágazó vagy avval összvejövő mellék- és kereskedési összveköttetésekről említést érdemlő utak”. A leírás így említi: „Azon út, mely a bácsi kőhídnál káptalantóti, tördemici, gulácsi és szigligeti helységek, nemkülönben az igen nevezetes badacsonyi, szentgyörgyi és szigligeti szőlőhegyek felé mégyen”. [Értelemszerűen a leírás egy része a 7316-os útra vonatkozik.]
Ameddig a Badacsony kőanyagát bányászták – lévén, hogy az itteni bazalt igen kedvelt útépítési anyag volt a 20. századig, kisebb mértékben még ma is –, addig az útnak az itteni bányák kiszolgálásában is volt szerepe, hiszen a hegy magasabban fekvő részei felé induló alsóbbrendű utak túlnyomó része ebből az útból ágazik ki, és ágazott ki a múltban is. A badacsonyi bazaltbányászat kezdő dátuma nem ismert – kisebb volumenben feltehetőleg már évszázadokkal ezelőtt is bányászták itt a hegy kőanyagát –, végső dátuma viszont igen: 1965-ben állították le az itteni kőbányászatot, és kezdték meg a bányák rekultiválását.